# Athletic Club de Boulogne-Billancourt
O Athletic Club de Boulogne-Billancourt é um clube de futebol com sede em Paris, França. A equipe compete no Championnat de France Amateur.

## História
O clube foi fundado em 1943.